# Roberto de Nobili

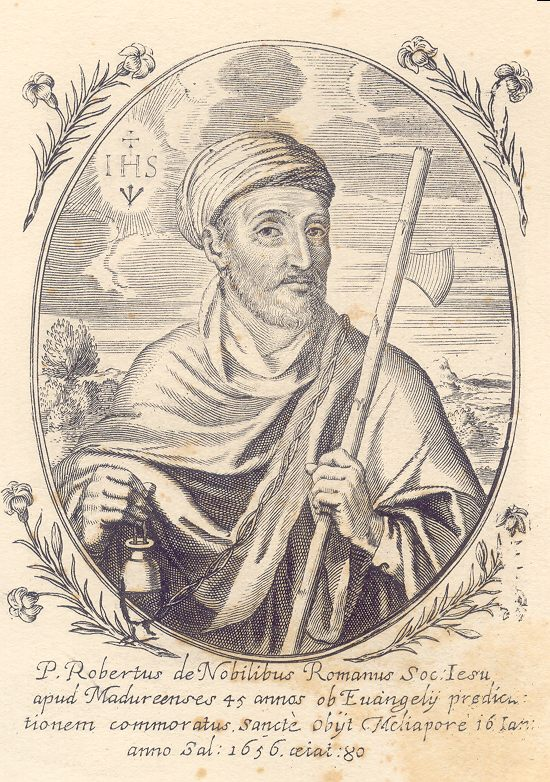
Pater Roberto de Nobili; Stich, 19. Jahrhundert

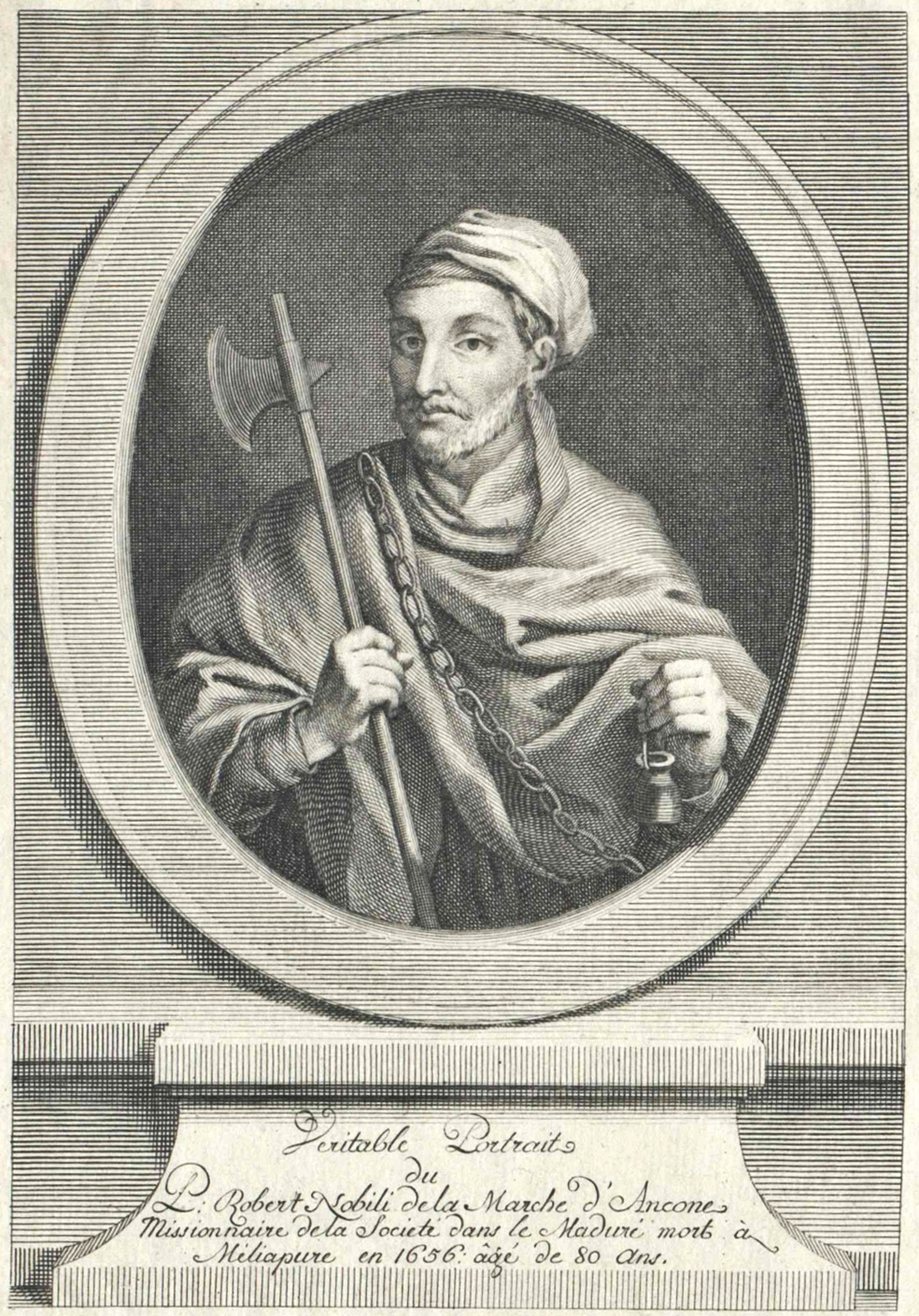
Pater Roberto de Nobili; Stich, um 1700

Roberto de Nobili (* September 1577 in Montepulciano, Toskana; † 16. Januar 1656 in Mylapore bei Madras, Indien) war ein italienischer Jesuit, Indienmissionar und Sprachwissenschaftler.

## Leben
Roberto de Nobili entstammte dem italienischen Hochadel. Er trat 1597 der Gesellschaft Jesu bei und wurde sieben Jahre später 1604 zur Mission nach Indien geschickt. Er kam am 20. Mai 1605 in Goa an und wirkte ab Dezember 1606 in Madurai. Die christliche Mission in Indien wurde damals von den Portugiesen geleitet und nahm kaum Rücksicht auf die indische Kultur. Um die höheren Kasten und Brahmanen für den christlichen Glauben zu gewinnen, lebte de Nobili als christlicher Sannyasin („Entsagender“). Er legte die schwarze Soutane ab und legte stattdessen eine ockerfarbene Robe an. Er baute eine Lehmhütte im Brahmanenviertel von Madurai, vermied den öffentlichen Umgang mit den Parias und erlernte Sanskrit, Tamil und Telugu. Er war wahrscheinlich der erste Europäer, der diese Sprachen beherrschte. De Nobili nannte sich auf Sanskrit Tattva Bodhakar, was „Erwecker zur Essenz der Realität“ bedeutet. Er wollte den christlichen Glauben mit den Begriffen der hinduistischen Philosophie ausdrücken.
Da er sich auch äußerlich den indischen Lebensformen anpasste (Akkommodation), wurde er von anderen Missionaren angeklagt und musste sich 1619 vor dem Bischof von Goa verantworten. Für einige Jahre musste er seine Mission unterbrechen. Sein Onkel Roberto Bellarmino schrieb jedoch einen Brief an den Papst und verteidigte das Verhalten seines Neffen. Papst Gregor XV. gestattete am 31. Januar 1623 mit der Bulle Romanae sedis antistetes die Fortsetzung der neuen Missionsmethode. Nobili konnte sein Wirken auch auf Tritschinopoli ausdehnen, wo er eine Paria-Gemeinde gründete. Um die Mission bei den Brahmanen nicht zu gefährden, schlug er 1640 vor, eigene Missionare für die Brahmanen und andere für die Paria vorzusehen. Von den Brahmanen wurden nur wenige christlich, bei den anderen höheren und niederen Kasten war er erfolgreicher. Im Jahr 1666 gab es im Madurai-Missionsgebiet etwa 40.000 Christen. In seinen letzten Lebensjahren war de Nobili fast erblindet, wurde 1648 nach Jaffna (Ceylon) versetzt und kam danach nach Mylapore, wo er starb.

## Nachwirken
Etwa 50 Jahre nach seinem Tod kam es zwischen den Jesuiten und Kapuzinern zum Akkomodationsstreit über die von Nobili angestrebte Praxis einer vorsichtigen Assimilierung des europäisch geprägten kirchlichen Lebens an indische Riten und Gebräuche, den Papst Benedikt XIV. mit der Bulle Omnium sollicitudinum am 12. September 1744 gegen die tolerante Praxis der Jesuiten entschied.

## Schriften
Roberto de Nobili verfasste über 20 religiöse Werke in Sanskrit, Tamil und Telugu, von denen viele nicht gedruckt wurden. Eine Auswahl:
- Gnanopadesam. (Geistliche Lehre) Ambalacatou 1673
- Āttuma Nirunayam. (Über die Seele) Madras 1889
- Agnāna Nivāranam. (Gegen Unwissenheit) Trichinopoly 1891
- Tivviya Mādrigai. (Das göttliche Vorbild) Pondichéry 1866